# Bokaro
Bokaro, llamada también Bokaro Steel City (en hindi: बोकारो स्टील सिटी ) es una localidad de la India, centro administrativo del distrito de Bokaro en el estado de Jharkhand.

## Geografía
Se encuentra a una altitud de 218 m s. n. m. a 117 km de la capital estatal, Ranchi, en la zona horaria UTC +5:30.

## Demografía
Según estimación 2010 contaba con una población de 445 158 habitantes.